# Роджер Банністер
Сер Роджер Гілберт Банністер (англ. Roger Gilbert Bannister; 23 березня 1929, Харроу, Англія, Британська імперія — 3 березня 2018) – британський легкоатлет–бігун на середні дистанції і лікар-невролог, чемпіон Європи 1954 року на дистанції 1500 метрів, командор Ордена Британської імперії, кавалер Ордену Пошани. Відомий тим, що першим в історії пробіг дистанцію в 1 милю швидше, ніж за 4 хвилини, хоча багато науковців у той час стверджували, що це неможливо з погляду фізіології

## Рані роки життя
Народився у передмісті Лондона Герроу. Батько працював клерком у Торговій палаті Лондона, а пізніше у Державній казначейській та аудиторській службі. Банністер ходив у початкову школу в Герроу, а з початком Другої світової війни сім'я перебралася у Бат. Під час навчання у місцевій школі в 11 років у Роджера проявилися здібності до бігу на середні дистанції, коли він виграв декілька змагань на шкільному рівні. У 1944 році сім'я Бенністера повернулася до Лондона, хоча в ньому ще не було безпечно. Там Роджер почав ходити до школи університетського коледжу у Гемпстеді. За словами Роджера, його батьки обрали саме цю школу, оскільки вона була «ліберальною і більш світською», на противагу більшості шкіл того часу, де багато уваги приділялося релігійному вихованню і часто застосовувалися тілесні покарання. У той же час у школі був брак кваліфікованих викладачів через призов до армії, тому Роджер, який мріяв стати лікарем, змушений був додатково займатися своєю освітою. Серед видів спорту у цій школі головна увага приділялася регбі та крикету, а занять з легкої атлетики не було зовсім. Роджер змушений був грати в регбі, навіть був капітаном команди, яка грала дуже погано. У грудні 1945 року через подряпини від шипів на бутсах, які він постійно отримував під час гри в регбі, заразився інфекційним захворюванням нирок, яке могло призвести до серйозних наслідків.
У січні 1946 року Роджер Банністер здав іспити на отримання стипендії на навчання у коледжах Оксфордського та Кембриджського університетів. Спочатку його прийняли до коледжу Сент-Джон у Кембриджі, проте сказали, що слід чекати ще один рік. Згодом він отримав лист від ректора коледжу Ексетер з повідомленням, що Банністер може розпочинати навчання у жовтні 1946 року. Пізніше, коли завдяки Банністеру Оксфордський університет часто перемагав Кембридж у легкоатлетичних змаганнях, і стало відомо про факт, що Банністер міг би навчатися у Кембриджі, посадовець коледжу Сент-Джон, котрий відмовив Роджеру, часто ставав об'єктом глузувань.
Крім рішення здобувати професійну освіту, Роджер також поставив за мету досягти успіхів у бігу. В 1945 році він спостерігав за змаганнями відомого британського легкоатлета Сідні Вудерсона (був срібним призером Ігор Британської імперії та дворазовим чемпіоном Європи на різних дистанціях) з шведськими легкоатлетами Гундером Геґґом і Арне Андерссоном. У тому забігові Вудерсон програв, хоча й встановив рекорд Великої Британії. Після цього забігу Банністер вирішив, що, коли вступить до університету, буде серйозно займатися бігом на 1 милю, а Вудерсона пізніше називав своїм «спортивним героєм».
Навчаючись в Оксфорді він почав досліджувати межі витривалості людини як з медичної, так і з змагальної точки зору. Займаючись бігом і тренуючись самостійно, він паралельно проводив дослідження, вимірюючи рівень молочної кислоти та рівень споживання кисню власним організмом.

## Початок спортивної кар'єри
Починаючи з 1947 року Банністер почав виступати за Оксфорд на змаганнях, де перемагав з високими результатами. В кінці року він отримав запрошення стати кандидатом до збірної Великої Британії на Олімпійські ігри 1948 року в Лондоні, проте Банністер відмовився, вважаючи, що ще не готовий до змагань такого рівня. У березні 1948 року він знову виграв змагання з бігу між університетами з результатом 4.23,4. В червні того року він ще покращив свій результат на 1 милю — 4.18,7. Банністер вирішив змінити своє рішення щодо участі в Олімпіаді-1948 і заявився на чемпіонат ААА (англ. Amateur Athletic Association), сподіваючись, що в разі вдалого виступу зможе потрапити до складу легкоатлетичної збірної. У тому забігові Банністер фінішував лише п'ятим, але зі своїм найкращим результатом 4.17,0 і третім серед британців, що давало змогу розраховувати на місце в збірній. Однак третім учасником на Олімпіаду в Лондоні було обрано Дугласа Вілсона.
Банністер спостерігав за Олімпіадою як глядач, а також служив помічником коменданта британської збірної. Побачивши на власні очі олімпійські змагання та відчувши атмосферу Олімпіади, Банністер, за його спогадами, «змінив весь свій світогляд». Результат британця Білла Ненквілла у бігу на 1500 метрів на Олімпіаді був досить високим — 3.52,6 (один з найкращих результатів в історії Великої Британії на той час), але він дозволив йому посісти лише шосте місце. Завдяки цьому Банністер зрозумів, що для перемоги на Олімпіаді недостатньо вигравати забіги на змаганнях у своїй країні, — потрібно розробити нову програму тренувань. Він поставив собі за мету перемогти на Олімпіаді в Гельсінкі. Водночас він ніколи не розглядав біг і змагання як мету усього життя, а як захоплення. Тому Банністер вирішив два наступних роки інтенсивніше зайнятися здобуттям медичної освіти в університеті, а з 1950 року цілеспрямовано готуватися до Олімпіади. Після виступу на Олімпіаді він планував завершити спортивну кар'єру і стати лікарем.
Незважаючи на відсутність системи тренувань, в 1949 році Роджер продовжив покращувати свій біг. Він встановив свій кращий час на дистанції 880 ярдів — 1.52,7. Влітку того року він у складі об'єднаної команди Оксфорда і Кембриджа вирушив до США на студентські змагання проти університетів Ліги плюща. На цих змаганнях Банністер виграв обидва забіги на милю з часом 4.11. Але в серпні у легкоатлетичному матчі Лондон–Гетеборг, брати участь у якому Банністер погодився неохоче, він фінішував лише третім з результатом 4.14,2.

## 1950—1951
У 1950 році на чемпіонаті ААА на дистанції 880 ярдів Банністер програв Артуру Вінту. Того ж року в серпні взяв участь у чемпіонаті Європи з легкої атлетики в Брюсселі, де виступав на дистанції 800 метрів. Забіг відбувався 26 серпня. Роджер лідирував, проте вже на фінішній прямій втратив сили і його обійшов Джон Парлет і наздогнав Марсель Ансен. За фотофінішем Банністеру віддали тільки третє місце. Ці дві відносні невдачі спонукали Банністера тренуватися ще інтенсивніше. Він зрозумів, що причиною поразки у Брюсселі став брак сили, адже під час забігу він зумів вийти на вигідну позицію, проте йому не вистачило сили, щоб підтримувати фінішну швидкість до кінця. Також це був його перший досвід виступів на міжнародному змаганні високого рівня і Роджер став краще розуміти, наскільки більшою є напруга та передстартове хвилювання на таких змаганнях у порівнянні з університетськими.
Роджер вирішив розробити новий план тренувань, кульмінацією якого буде забіг на 1500 метрів на Олімпіаді 1952. Він вирішив взяти участь у якомога більшій кількості змагань найвищого рівня протягом 1951 року, а також більше подорожувати, щоб організм вчився звикати до змін клімату та раціону їжі. Під час забігів на цих змаганнях Банністер планував вивчити сильні та слабкі сторони тих суперників, з якими, імовірно, буде змагатися у Гельсінкі. Цей етап підготовки мав завершитися забігом на 1 милю на чемпіонаті ААА влітку 1951 року. А протягом другого етапу він мав залишатися в Англії і зосередитися на тренуваннях.
Наприкінці грудня 1950 року Роджер Банністер брав участь у Столітніх іграх, що проходили у Крайстчерчі (Нова Зеландія). Змагання з бігу проходили на трав'яному покритті. Банністер виграв забіг на дистанції 1 миля з найкращим своїм часом — 4.09,9. Серед учасників, яких він переміг, був Вім Слейкгойс — чемпіон Європи на дистанції 1500 метрів того року і бронзовий медаліст Олімпіади 1948. Наступного дня у забігу на дистанції півмилі він фінішував останнім. За спогадами Банністера, на цю поразку у пресі звернули таку ж увагу. як і на перемогу днем раніше, проте він вже навчився не бути вразливим до негативних відгуків про свої виступи.
Завдяки змінам у програмі тренування Банністер став почувати себе у кращій формі та більш впевненим у своїх силах. Тому він погодився взяти участь у престижних змаганнях «Penn Relays» у Філадельфії в квітні 1951 року. Перед цими змаганнями Банністер пробіг дистанцію ¾ милі за 2.56,8 у забігу на клубних змаганнях. Це було набагато краще рекорду Великої Британії на цій дистанції. Вперше в ролі пейсмейкера для Банністера виступав Кріс Четевей — відомий британський бігун та товариш Банністера. Після такого результату у газеті «News of the World» відзначали, що тепер милю за 4 хвилини не слід сприймати як жарт. Сам Банністер на той час навіть не ставив такої цілі, доки не була досягнута мета перемогти на Олімпіаді.
28 квітня 1951 року на «Penn Relays» у присутності 40000 глядачів Банністер переміг у забігу на милю з рекордом змагань — 4:08,3. Також на той час цей результат був серед двадцяти найкращих результатів на милі в історії. На останньому колі Банністер зробив прискорення і відірвався від двох головних суперників — Фред Вілта і Дон Германа, учасників Олімпіади в Лондоні — на 20 метрів. Результат останнього кола — 56,7 секунди.
В липні Банністер мав змагатися на дистанції 1 миля на чемпіонаті ААА. Склад учасників був сильним, адже протягом 1951 року 6 британських бігунів показали результат менше 4.15. Серед них були Білл Ненквілл (переможець трьох попередніх років) і Джон Парлетт (чемпіон Європи на 800 метрів, який перекваліфікувався на милю, і в тому році мав результат 4:09,2). Для Роджера миля на AAA мала стати вирішальною перевіркою успішності його підготовки до Олімпіади 1952 року. В разі перемоги це мало бути його останнє серйозне змагання до Олімпіади. Банністер став чемпіоном і знову покращив свій результат — 4.07,2, але залишився незадоволеним своїм бігом на останньому колі, яке було відносно повільним. Але загалом сезон 1951 року був найуспішнішим у кар'єрі, він переміг на восьми поспіль змаганнях на милі і 1500 метрів.
Після чемпіонату ААА Банністер два тижні відпочивав у Шотландії. Проте після відпочинку змушений був взяти участь у змаганнях в Белграді на 1500 метрів, де його переміг югославський бігун Андрія Отенгаймер. Значючи про тактику Банністера прискорюватися на останньому колі, Отенгаймер з самого старту підтримував високу швидкість і зробив настільки великий відрив, що Банністер не зміг його ліквідувати на останньому, навіть встановивши особистий рекорд на цій дистанції — 3:48,4.
З осені повернувся до Лондона, де почав навчання у лікарні Сент-Мері. Протягом зими не брав участі у змаганнях, тренувався на полі для крикету школи у Гарроу.

## Участь в Олімпійських іграх 1952
Весь сезон 1952 року до Олімпіади Банністер не брав участі в офіційних змаганнях. Преса критикувала його за те, що він позбавляє себе можливості перевірити сили у змаганні з суперниками. Роджер вирішив не захищати титул чемпіона ААА на милі, а натомість бігти дистанцію півмилі (880 ярдів). Роджер цілеспрямовано готувався до фіналу Олімпіади у Гельсінкі, який мав відбутися 26 липня, і вважав, що участь у забігу на милю лише за місяць до головного змагання забере у нього свіжість та сили. Водночас, змагаючись на чемпіонаті ААА на 880 ярдів, він заощадить сили і відточить своє тактичне чуття. 21 червня Банністер став чемпіоном ААА на 880 ярдів з результатом 1:51,5, а нагороду йому вручала королева Елізабет II.
За десять днів до фіналу Банністер пробіг контрольний забіг у Мотспур-Парк на ¾ милі за 2 хвилини 52 секунди. Він був задоволений цим результатом, а також проміжним часом на кожному крузі (58,5, 57,5 і 59,6 секунд), адже це була найвища швидкість бігу в його житті. Роджер сподівався, що така швидкість дозволить йому у олімпійському фіналі на 1500 метрів побити світовий рекорд. Проте за кілька днів до старту він дізнався, що змінено формат змагань. Банністер розраховував, що після попереднього раунду перед фіналом буде день відпочинку, щоб відновити сили. За новим форматом змагань було додано півфінальний раунд і забіги відбувалися три дні поспіль. Роджер розумів, що це буде перевагою для його суперників, адже він не зможе пробігти за такий короткий відрізок часу три хороших гонки.
У першому раунді 24 липня Банністер відносно легко кваліфікувався до півфіналу, посівши третє місце в забігу і не витративши багато сил. На Олімпіаді Банністер жив в одній кімнаті зі своїм товаришем Крісом Четевеєм, котрий змагався на дистанції 5000 метрів з Емілем Затопеком і у фіналі посів 5 місце. Четевей лідирував у гонці, але дуже знесилився на фініші. Банністер на його прикладі зрозумів, наскільки важливим є робити вирішальне зусилля у відповідний для цього момент, щоб не зазнати подібної невдачі.

У півфіналі 25 липня легко переміг Жозеф Бартель з результатом 3.50,4. Банністер відстав лише на 0,4 секунди, став п'ятим та вийшов до фіналу, але після забігу виглядав набагато більш виснаженим, ніж Бартель.
Як наслідок, наступного дня у фіналі на останньому колі Банністер спробував зробити свій характерний ривок за лідером, яким був Вернер Люґ, але ривок не був достатньо швидким. Більш того, Банністера обійшли Боб Мак-Міллен і Бартель, котрий і став олімпійським чемпіоном. Вісім результатів фінального забігу були кращими за попередній олімпійський рекорд. Сам Банністер встановив національний рекорд Великої Британії у бігу на 1500 метрів — 3.46,0. Він визнавав, що Бартель переміг цілком заслужено і був справді найсильнішим. Банністер називав той олімпійський фінальний забіг «величним», незважаючи на те, що сам залишився без медалі. «Суперники були сильнішими фізично і психологічно, а я не зміг витримати тягар відповідальності, що ліг на мої плечі, — жахливий тягар обов'язкової перемоги. Я намагався самотужки нести цей тягар, ізолювавшись і не залишивши жодного запасного варіанту між мною та успіхом або провалом», — говорить він у свої автобіографії. Тим не менш, на його думку, зміна формату змагань безпосередньо перед іграми фактично перекреслила усю його підготовку.
Британські газети різко критикували виступ своїх легкоатлетів на Олімпіаді (у бігових дисциплінах було лише 3 бронзові медалі). Особливо невдалими називали результати Банністера, Кріса Четевея і Кріса Брешера через невиправдані сподівання. Банністера знову критикували за відмову від участі у змаганнях протягом весни і літа 1952 року, вказуючи, що це є можливою причиною невдачі, як і його методи тренування.

## «Чотирихвилинна миля»
Після невдачі на Олімпіаді-1952 Банністеру було нелегко змиритися з тим, що шість років підготовки були, фактично, змарновані. Готуючись до Олімпіади, Банністер планував, що після неї залишить біг на користь медичної освіти і практики. Незважаючи на те, що тепер професійна підготовка у лікарні займала більше часу, він вирішив продовжити активно займатися бігом до 1954 року і перемогти на Іграх Британської імперії та чемпіонаті Європи, а тоді завершити спортивну кар'єру.
Крім цього, Банністер вирішив спробувати досягти ще однієї мети. У ті часи багато розмов велося про те, чи взагалі можливо пробігти одну милю менше, ніж за чотири хвилини. На той час рекорд світу на цій дистанції належав шведу Гундеру Геґґу — 4 хвилини 1,4 секунди. Рекорд тримався уже більше восьми років. Вчені того часу аргументували це тим, що досягнута межа фізіологічних можливостей людини.
|                    | Миля за чотири хвилини була наче Еверест - випробуванням духу людини. Це була перешкода, яка, здавалося, абсолютно ігнорує усі спроби здолати її. Докучливе нагадування про те, що сили людини обмежені. |
| — Роджер Банністер | |

Банністер поставив мету стати першим, хто пробіжить милю швидше чотирьох хвилин. До проблеми чотирихвилинної милі він підійшов і з погляду спортсмена, і науковим підходом, який йому було привито у Оксфорді. Протягом зими 1952—1953 років Банністер вдосконалював свій інтервальний метод тренувань. В грудні 1952 року Банністер дізнався, що австралієць Джон Ленді, який біг з ним в одному забігу на Олімпіаді і не вийшов навіть до півфіналу, показав результат на милі 4 хвилини 2,1 секунди. Ленді відкрито заявляв, що чотирихвилинна миля є його метою, і Банністер розумів, що австралієць досягне цього рано чи пізно. Він лише сподівався, що встигне це зробити раніше за Ленді. Проблемою було те, що для рекорду потрібно було багато чинників одночасно — тепла безвітряна погода, якісна бігова доріжка та наявність партнерів по забігу, які б допомагали підтримувати рівномірний темп. В Британії бігунів такого рівня на той час не було. Найкращим треком для своєї мети на той час Банністер вважав трек у Оксфорді, який він сам допомагав будувати.
Першою нагодою перевірити свої сили в сезоні 1953 року був легкоатлетичний матч ААА–Оксфорд 2 травня. Головною метою у цьому забігу для Банністера було перевершити національний рекорд Великої Британії, встановлений Сідні Вудерсоном ще у 1937 році — 4 хвилини 6 секунд. Відомо, що в тому забігу Вудерсону допомагали підтримувати темп бігуни, які стартували раніше та пізніше нього. Банністер усвідомлював, що йому потрібне щось подібне. У змаганні 2 травня за команду ААА брав участь Кріс Четевей, який погодився бігти перші ¾ дистанції з усіх сил. Метою Банністера було пробігти з допомогою Четевея три кола в рівному темпі і прискоритися на останньому колі. У тому забігу Банністер встановив новий британський рекорд — 4.03,6. Він зрозумів, що чотирихвилинна миля є досяжною для нього і став готуватися до вирішального забігу.
На початку червня Банністер вирішив взяти участь у одному регіональному змаганні на дистанції чверть милі, щоб перевірити свою максимальну швидкість на колі. Оскільки м'язи Роджера не були призвичаєні до спринтерського бігу, він отримав розтягнення, за його словами, вперше в житті. Тепер протягом певного часу йому доведеться не тренуватися і не виступати на змаганнях. Крім того, він дізнався, що числа претендентів на «чотирихвилинну милю» тепер додався Вес Санті зі США, котрий показав результат 4.02,4. Травма не виявилася складною, розтягнення не було, вимушений час відпочинку був лише півтора тижня.
На 27 червня Банністер запланував спробувати пробігти милю за чотири хвилини. Він знав, що того ж дня Вес Санті буде бігти дистанцію з впевненістю, що зможе встановити рекорд. Тому Банністер вирішив бігти у той день, навіть не будучи впевненим, що зможе завершити дистанцію. З цієї ж причини цей забіг, який проходив на Мотспур-Парк, не афішувався в пресі. У ролі пейсмейкерів у тому забігу виступили Дон МакМіллан з Австралії та Кріс Брешер. МакМіллан задавав швидкість на 2,5 колах, після чого свіжим пейсмейкером став Брешер, який до цього біг у невисокому темпі, щоб відстати від Банністера на коло. У тому забігу Банністер показав час 4 хвилини 2 секунди — швидше милю пробігали тільки Геґґ і Андерссон. Але пізніше він назвав цей забіг помилкою і був радий, що не досяг «чотирихвилинної милі» за таких «неприродних обставин». Рада Британської легкотлетичної асоціації теж не визнала цей результат рекордом. Санті того дня також не вдалося перевершити 4-хвилинну відмітку.
Протягом решти сезону 1953 року Роджер більше не робив спроб чотирихвилинної милі, хоча 11 липня переміг на чемпіонаті ААА з результатом 4.05,2, а 1 серпня в естафеті на дистанції 4х1 миля разом з Четевеєм, Ненквіллом і Сіменом встановив новий світовий рекорд у цій біговій дисципліні — 16 хвилин 41 секунда. Час Банністера на його етапі — 4.07,6. Біговий сезон в Європі та США закінчувався, ні Банністер, ні Санті не досягли успіху у чотирихвилинній милі. Проте в Австралії сезон якраз починався. У Джона Ленді буде нагода зробити декілька спроб, щоб першим пробігти милю за чотири хвилини. Тренування Ленді були набагато більш інтенсивними, ніж Банністера, до його програми входило піднімання ваги і щотижневе бігове навантаження у 200 миль.
За словами Роджера Банністера, протягом осені і зими 1953—1954 року він кожного дня перевіряв новини, щоб дізнатися результати Ленді. До квітня 1954 року Ленді виграв 6 змагань на милю — усі з результатом менше 4 хвилин 3 секунд, проте 4-хвилинний рубіж не було досягнуто. Не бажаючи робити перерву у змаганнях через закінчення сезону у Австралії, на літо 1954 року Ленді запланував серію забігів у Фінляндії та Швеції, де були якісні треки, хороші умови для бігу та необхідні пейсмейкери.
Сам Роджер також дещо змінив у своєму тренуванні. Восени під час обідньої перерви між лекціями він займався бігом на треку у Паддінгтоні, де також у той час бігала група, що займалася оздоровчим бігом. Банністер розвинув з ними дружні стосунки і, як пізніше сам згадував, це допомогло йому подивитися на біг з іншої точки зору — зрозуміти, що крім його особистих успіхів та невдачу, у бігу є успіхи та невдачі інших людей. Хоча ці пробіжки не були повноцінним тренуванням, Роджер говорив, що вони дали йому не менше, ніж тренування на стадіоні Оксфордського університету.
На цих тренуваннях Роджеру допомагав Кріс Брешер, з яким він теж товаришував і мав спільне хобі — альпінізм. Вони час від часу їздили разом на декілька днів у гори Уельсу і Шотландії. Згодом, починаючи з листопада 1953 року, у п'ятницю Кріс брав Банністера на свої особисті тренування, які проводив тренер Брешера — Франц Стампфль. У вихідні до них приєднувався Кріс Четевей (Банністер називав Брешера Кріс Бі, а Четевея Кріс Сі). Завдяки цим тренуванням, що завжди проходили у дружній атмосфері, Банністер зрозумів, що два Кріси є найбільш надійними кандидатами на те, щоб бути його пейсмейкерами, коли він намагатиметься подолати чотирихвилинну милю. Вони разом розробляли стратегію, як досягти такого результату, а Франц Стампфль координував тренування усіх трьох спортсменів.
За планом Кріс Брешер мав розганяти Банністера і Четевея на половині дистанції, на третьому колі Четевей мав задати такий темп, щоб найкращим чином підвести Банністера до остаточного ривка на останньому колі. Їхня нова програма тренувань включала в себе десять поспіль (з інтервалом у дві хвилини) забігів на 440 ярдів кожного тижня і кожне коло мало бути швидше 63 секунд. Протягом січня-лютого вони поступово збільшували швидкість і в квітні вони вже могли пробігати усі 10 забігів з результатом менше 61 секунди. Проте для «чотирихвилинної милі» потрібно кожне коло «вибігати» з 60 секунд і цього результату ніяк не вдавалося досягти. Банністер і Брешер вирішили відволіктися і поїхали на три дні до Шотландії, де займалися альпінізмом. Це могло негативно вплинути на подальші тренування, адже там вони втомилися, погано спали та харчувалися. Проте, вже через три дні після повернення результати інтервального тренування досягли потрібної відмітки у 59 секунд. Першою нагодою спробувати пробігти чотирихвилинну милю було змагання між командами Атлетичної аматорської асоціації і Оксфордського університету в травні. Банністер почував себе у дуже хорошому фізичному стані та був готовий до вирішальної спроби. Перед цим Банністер без допомоги пейсмейкерів пробіг контрольний забіг на ¾ милі на треку у Паддінгтоні за 2 хвилини 59,9 секунди.
Перегони були заплановані на вечір 6 травня на стадіоні «Іффлі Роуд». Мало бути семеро учасників: Банністер, Брешере і Четевей представляли команду ААА, а від Оксфордського університету були заявлені Джордж Доул, Алан Гордон і Найджел Міллер, проте останній не знав про те, що має змагатися і прибув на стадіон просто як глядач. Тож кількість учасників зменшилася до шести.

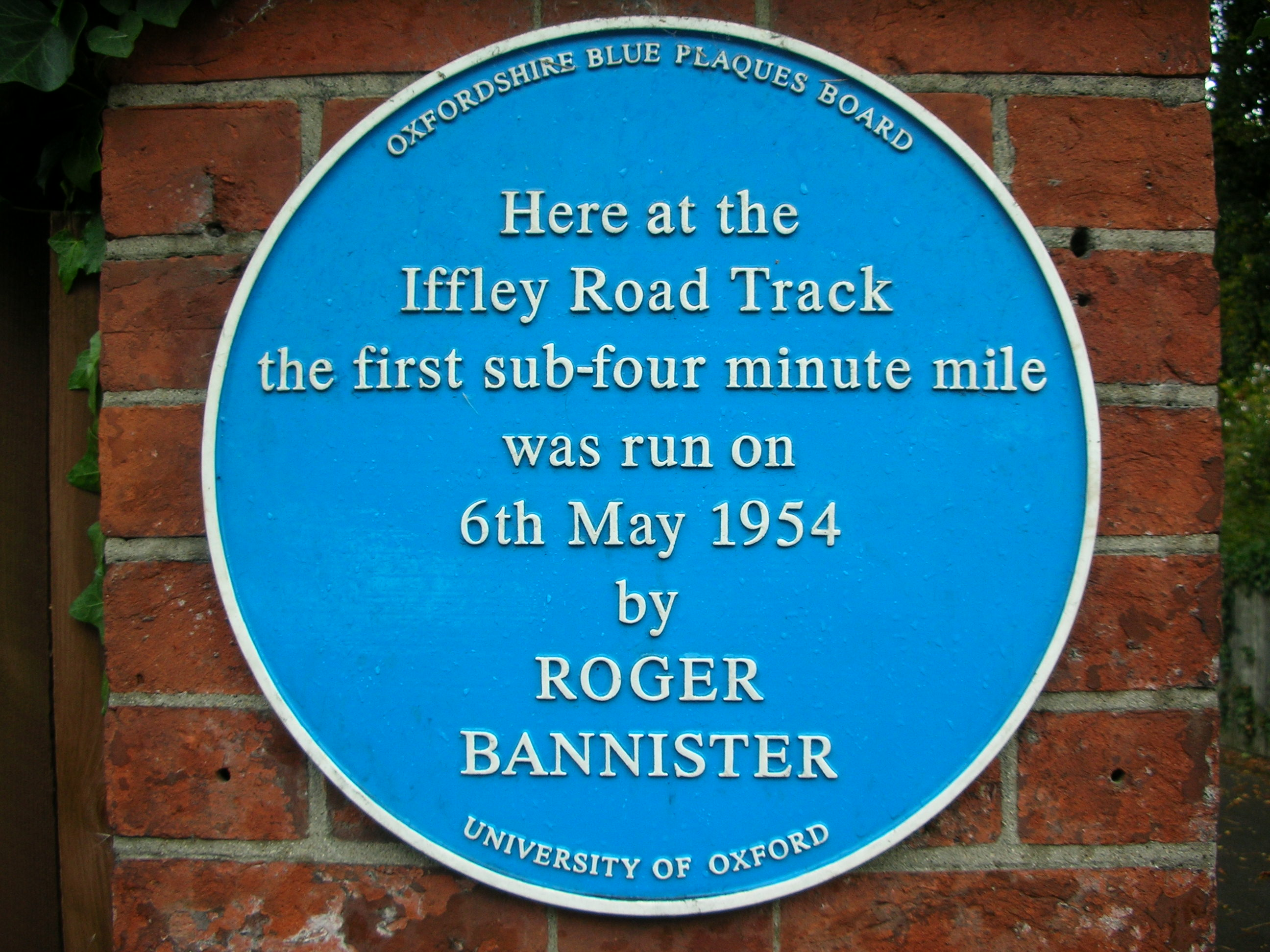
Пам'ятний знак на Оксфордському треку «Іфлі-роуд» на честь першої «чотирихвилинної милі»

Зранку був дуже сильний вітер. Для Банністера це означало, що вітер буде відбирати у нього по секунді на колі. Він навіть думав про те, щоб зробити спробу чотирихвилинної милі за іншої нагоди. Франц Стампфль запевнив Роджера у його здатності досягти успіху навіть за таких погодних умов, а також нагадав про те, що такої нагоди може більше не бути, адже Джон Ленді вже почав тренуватися у Європі. О п'ятій пішов сильний дощ, а вітер став ще сильнішим. Ще під час розминки Роджер не був впевнений буде він робити спробу бігти на чотири хвилини, чи просто пробіжить дистанцію не в максимальному режимі орієнтовно за 4:05. Весь цей час він спостерігав за прапором на шпилі сусіднього храму, який був для Роджера індикатором сили вітру. Брешер і Четевей спонукували Роджера не відмовлятися від спроби встановити рекорд того дня. Перед самим стартом Банністер побачив, що вітер потроху стихає.
Довелося робити повторний старт через фальс-старт Кріса Брешера. Після другої спроби старту Кріс Брешер очолив біг, але Банністеру здавалося, що темп занадто низький, він відчував, що може бігти швидше, навіть гукнув Брешеру: «Швидше!» Брешер, проте, тримався узгодженого плану і час першого кола був 57,5 секунд. Після половини дистанції час становив 1 хвилину 58 секунд і на віражі лідером забігу став Кріс Четевей. Три кола було подолано за 3 хвилини 0,7 секунди. Банністеру потрібно пробігти останнє коло за 59 секунд. Після фінішу Банністер був у майже у стані несвідомості. Диктор по стадіону почав оголошувати результат: після слів «три хвилини» нічого не було чути через шум натовпу на стадіоні. Це був світовий рекорд і перша в історії чотирихвилинна миля — 3.59,4.
Банністер завжди віддавав належне тим зусиллям, яких доклали Кріс Брешер, Кріс Четевей і Франц Стампфль у досягненні цього рекорду. У автобіографії він назвав цю перемогу «командним досягненням», детально описавши кожного з них та їхній особистий внесок у це досягнення.
Встановлений Банністером результат пробув світовим рекордом менше двох місяців. 21 червня 1954 року під час змагань у Турку (Фінляндія) Джон Ленді покращив його майже на півтори секунди — 3.58,0. У тому забігу також брав участь Четевей (став другим з результатом 4.00,4). На думку Банністера, саме участь такого сильного конкурента як Четевей призвела до того, що Ленді був настільки швидким на останньому колі, чого зазвичай він не робив. Банністер зрозумів, що для того, щоб перемогти Ленді в забігу на Іграх Британської імперії, який відбудеться через шість тижнів, треба ще покращувати власний результат.

## Виступ на Іграх Британської імперії 1954
Забіг на милю, у якому одночасно будуть змагатися двоє бігунів, які досягали результату менше 4 хвилин, привертав увагу ЗМІ з усього світу. Також для обох бігунів було важливо правильно обрати тактику для цього забігу. Банністер відомий тим, що протягом забігу підтримує високий, проте ненайвищий темп, зберігаючи сили, а на останньому колі робить фінішний ривок. Ленді в своїх переможних забігах (у тому числі під час рекордної спроби) підтримує стабільно високий рівномірний темп на всій дистанції. Ленді міг би обрати іншу стратегію — також берегти сили, щоб на останньому колі скласти конкуренцію Банністеру, коли він робитиме свій ривок. 10 липня на чемпіонаті ААА Банністер виграв змагання з результатом лише 4.07,6, проте останнє коло пробіг за 53,8 секунди. Для Ленді це було ознакою того, що у фіналі не слід давати можливості Банністеру економити сили, а, навпаки, намагатися зробити якомога більший відрив з самого початку, оскільки Джон Ленді не володів здатністю настільки швидко фінішувати. За день до цих змагань Банністер склав іспити на ступінь доктора у Оксфордському університеті.

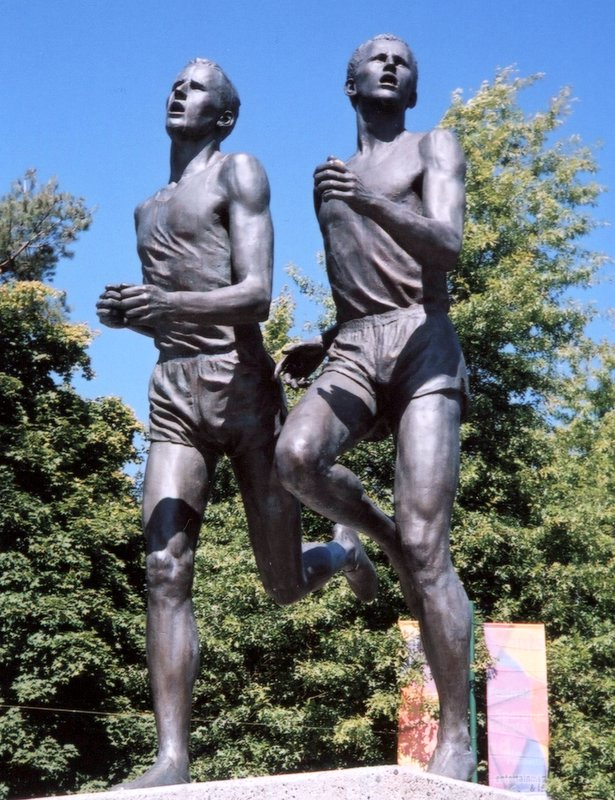
Драматичний момент забігу, відображений скульптором Джеком Гарманом (Jack Harman) в 1967 році на основі газетної фотографії 1954 р.

У четвер 5 серпня відбулися попередні забіги на милю. Банністер і Ленді без труднощів кваліфікувалися до фіналу, який був запланований на 7 серпня. Емпайр Стеідум був переповнений, адже це був останній день Ігор. Після старту Ленді вийшов у лідери вже після 220 ярдів (половина кола). Перше коло Ленді подолав за 58,2 секунди, а Банністер залишався другим. На другому колі Ленді показав час 58,2 секунди. Час Банністера після двох кіл був 1.59,0, що відповідало його тактиці, проте він не очікував, що Ленді задасть таку високу швидкість, що відрив становитиме 15 ярдів. Решта учасників відставала ще на десять ярдів. Банністер почав прискорюватися, не чекаючи останнього кола, оскільки таке значне відставання можна було не встигнути надолужити. На третьому колі Банністер скоротив відрив від лідера до 5 ярдів. На повороті перед фінішною прямою Банністер наздогнав Ленді й зробив спробу його обігнати. У цей момент Джон обернув голову за ліве, щоб побачити, наскільки велике відставання Банністера, бо не міг зрозуміти на слух через шум стадіону. Також, оскільки це було на повороті, то це був неочікуваний момент для того, щоб обганяти суперника, адже доводилося це робити по трошки довшій траєкторії. Банністер пізніше пояснив, що такий жест Ленді став для нього сигналом того, що суперник вже витратив всі сили. Він ще рішучіше додав у швидкості. Коли Ленді знову подивився вперед, Банністер був вже на 2 ярди попереду. Він переміг з часом 3.58,8 і відривом у 5 ярдів (4,5 метри). Вперше в історії два бігуни під час одного забігу подолали милю швидше чотирьох хвилин. Цей забіг вважається найвідомішим забігом на милю в історії спорту. Вирішальний момент, коли Ленді обертається, а Банністер обганяє його, відображено у статуї, яка була встановлена біля входу в Емпайр Стедіум, а зараз знаходиться на майданчику Національної тихоокеанської виставки.

## Чемпіонат Європи 1954 і завершення кар'єри спортсмена
У тому ж 1954 році Банністер став чемпіоном Європи з бігу на 1500 метрів на чемпіонаті Європи в Берні. У фінальному забігу Банністер переміг з результатом 3.43,8, що було на 1,4 секунди краще часу олімпійського чемпіона два роки тому у Гельсінкі. Також це був рекорд чемпіонатів Європи. Цей забіг став останнім у спортивній кар'єрі Роджера Банністера.

### «Ти тримаєш його, Крісе!»
Восени 1954 року Кріс Четевей зустрівся в Лондоні в матчі Лондон-Москва з новим радянським чемпіоном Європи з бігу на 5000 метрів Володимиром Куцем. Біг проходив для Четевея важко. Крик Банністера «Ти тримаєш його, Крісе!» на 10 колі привів його до тями. Четевей зрозумів, що Куцеві не легше, ніж йому, і переміг з новим рекордом світу 13.51,6.

## Життя та діяльність після закінчення кар'єри
Після закінчення своєї спортивної кар'єри Банністер став відомим як лікар-нейротерапевт, продовжуючи при цьому співпрацювати з різними спортивними організаціями. У 1955 році одружився з Мойрою Якобссон, дочкою шведського економіста Пера Якобссона.
У 1971—1974 роках він був головою «Спортивної ради Великої Британії» (англ. Sport Council of Great Britain), а 1976—1983 рр. він — президент «Міжнародної ради по спорту і фізичного виховання» (англ. International Council of Sport and Physical Education). У 1975 році Банністеру королева Єлизавета II надала звання лицаря. Був також директором Національної клініки з нервових захворювань в Лондоні і видавцем наукової періодики в галузі неврології.

## 1994
До 40-річчя рекорду Банністера було організовано урочисту зустріч, обід і гандикапований забіг в той же день на тому самому стадіоні за участю рекордсменів світу. Без гандикапу біг наймолодший 42-річний Імон Коглен. Переміг 55-річний Кіпчоге Кейно. Головуючий 65-річний Роджер Банністер участі в забігу не брав.

## Медіа
Про заочне суперництво Бенністера з Джоном Ленді за першу «чотирихвилинну милю» було знято телевізійний фільм «The Four minute mile» (1988).
У 2005 році було знято ще один біографічний фільм — «Чотири хвилини». Роль Банністера виконав Джемі МакЛахлан.

## Додаткова література
- Bascomb Neal. The Perfect Mile: Three Athletes, One Goal, and Less Than Four Minutes to Achieve it. — New York : Houghton Mifflin Harcourt, 2004. — С. 322. — ISBN 0-618-56209-5.
- Corrigan, Robert J. (2003). The Four-Minute Milers. Tracking Heroes: 13 Track & Field Champions (англ) . Lincoln, NE: iUniverse. с. 55—65. ISBN 0-595-30154-1.
- Bale John. Roger Bannister and the Four-minute Mile. — Psychology Press, 2004. — 143 с. — ISBN 0-415-34606-1.